# Resolutie 770 Veiligheidsraad Verenigde Naties
Resolutie 770 van de Veiligheidsraad van de Verenigde Naties werd op 13 augustus 1992 aangenomen. China, India en Zimbabwe onthielden zich bij de stemming.

## Achtergrond
In 1980 overleed de Joegoslavische leider Tito, die decennialang de bindende kracht was geweest tussen de zes deelstaten van het land. Na zijn dood kende het nationalisme een sterke opmars, en in 1991 verklaarden verschillende deelstaten zich onafhankelijk. Zo ook Bosnië en Herzegovina, waar in 1992 een burgeroorlog ontstond tussen de Bosniakken, Kroaten en Serviërs. Deze oorlog, waarbij etnische zuiveringen plaatsvonden, ging door tot in 1995 vrede werd gesloten.

## Inhoud
De Veiligheidsraad:
- bevestigt de resoluties 713, 721, 724, 727, 740, 743, 749, 752, 758, 760, 761, 762, 764 en 769;
- neemt akte van de brief van Bosnië en Herzegovina;
- benadrukt de nood aan een politiek akkoord;
- benadrukt dat de soevereiniteit, territoriale integriteit en onafhankelijkheid van Bosnië en Herzegovina gerespecteerd moeten worden;
- erkent dat de situatie de wereldvrede bedreigd en dat humanitaire hulp een belangrijk onderdeel is van het herstel van de vrede in de regio;
- prijst de UNPROFOR-vredesmacht voor haar steun aan de hulpoperatie;
- is ontstemd over de situatie in Sarajevo die UNPROFOR ernstig hindert;
- is ontsteld over de omstandigheden die de levering van hulp hinderen;
- is bezorgd over berichten van mishandelde burgers in kampen, gevangenissen en detentiecentra;
- is vastberaden voor omstandigheden te zorgen waarin hulpgoederen geleverd kunnen worden;
- handelt onder Hoofdstuk VII van het Handvest van de Verenigde Naties;

1. eist opnieuw dat alle partijen in Bosnië en Herzegovina stoppen met vechten;
2. roept landen op om maatregelen te nemen voor de levering van hulpgoederen;
3. eist dat het Rode Kruis toegang krijgt tot alle kampen, gevangenissen en detentiecentra en dat gedetineerden humaan worden behandeld en voedsel, onderdak en medische zorg krijgen;
4. roept landen op om te rapporteren over de maatregelen die ze nemen;
5. vraagt alle landen de acties die worden ondernomen voor deze resolutie afdoende te steunen;
6. eist dat alle partijen de veiligheid van het VN-personeel verzekeren;
7. vraagt de secretaris-generaal om met regelmaat te rapporteren over de uitvoering van deze resolutie;
8. besluit om actief op de hoogte te blijven.

## Verwante resoluties
- Resolutie 764 Veiligheidsraad Verenigde Naties
- Resolutie 769 Veiligheidsraad Verenigde Naties
- Resolutie 771 Veiligheidsraad Verenigde Naties
- Resolutie 776 Veiligheidsraad Verenigde Naties

Lijst ·  726 ·  727 ·  728 ·  729 ·  730 ·  731 ·  732 ·  733 ·  734 ·  735 ·  736 ·  737 ·  738 ·  739 ·  740 ·  741 ·  742 ·  743 ·  744 ·  745 ·  746 ·  747 ·  748 ·  749 ·  750 ·  751 ·  752 ·  753 ·  754 ·  755 ·  756 ·  757 ·  758 ·  759 ·  760 ·  761 ·  762 ·  763 ·  764 ·  765 ·  766 ·  767 ·  768 ·  769 ·  770 ·  771 ·  772 ·  773 ·  774 ·  775 ·  776 ·  777 ·  778 ·  779 ·  780 ·  781 ·  782 ·  783 ·  784 ·  785 ·  786 ·  787 ·  788 ·  789 ·  790 ·  791 ·  792 ·  793 ·  794 ·  795 ·  796 ·  797 ·  798 ·  799